# Аксайская пустынь
Аксайская пустынь — монашеский скит в Аксайской щели, расположенный близ города Алматы,.

## История

### Предыстория
В конце XIX столетия епископ Александр (Кульчицкий) решил создать на берегах Иссык-Кульского озера монастырь, который стал бы местом активного духовного просвещения народа. В 1882 году он освятил выбранное места и водрузил там деревянный крест. Этим было положено начало основанию мужского Свято-Троицкого монастыря. В начале ХХ столетия, в монастырь были приглашены из Рождество-Богородицкой Глинской пустыни Курской епархии несколько иноков, в числе которых были монахи Серафим (Богословский), Феогност (Пивоваров) и Анатолий (Смирнов), там они познакомились с монахами Пахомием и Ираклием.
В 1909 году Серафима и Анатолия пригласили в город Верный, где их рукоположили, и они приняли священный сан. Свое служение они несли в Успенской церкви Туркестанского архиерейского дома. Позже Анатолий управлял архиерейским хором в Вознесенском кафедральном соборе. В 1916 году в Семиречье началось восстание кыргызов, они напали на Свято-Троицкий Иссык-Кульский монастырь. После его разграбления Феогност и Ираклий ушли в город Верный .
Городская суета тяготила монахов, а после убийства епископа Пимена (Белоликова), монахи Серафим и Феогност, спасаясь от гонений, решили уйти в горы, где устроили подземный скит в горное урочище Медеу на сопке Мохнатой. В нем были сооружены деревянные кельи, установлен поклонный крест и устроена подземная церковь в честь преподобного Серафима Саровского.
По воспоминаниям дожившей до современной эпохи послушницы Иверско-Серафимского монастыря Магдалины:
Там была очень красивая церквенка. Глубоко вниз вело около двадцати ступенек. Внутри все было обшито тесом. Деревянное паникадило отец Серафим сам сделал и иконы он тоже написал сам. Много там икон было. Народа много приходило из города, особенно по праздникам, внутри все не помещались.
Подземная церковь привлекала прихожан, и вскоре на службах монахов все желающие не помещались. Стремясь к уединению, в 1918 году монахи уступили скит на Медеу монахиням, а для себя решили найти более уединенное место. Как-то отец Серафим вместе с монахинями Александрой (Нагибиной) и Феоктистой (Халиной), а также странником Виктором Матвеевичем Матвеевым поехали в Аксайское ущелье. Вечером они остановились у подножия Кызылжарской горы. Поужинали и стали думать, куда идти завтра. И вдруг мужчины увидели на горе справа яркое сияние, напоминающее образ Богородицы. Серафим и Виктор приняли явление Божьей матери за знак свыше и утром осмотрели место, откуда исходило неземное сияние. Явление Божией матери иеромонахам в Аксайском ущелье было воспринято монахами как указание места, где должен быть построен скит.
На сегодняшний день, явление Богородицы отцу Серафиму и страннику Виктору Матевееву считается первым и единственным уделом Пресвятой Богородицы в Казахстане в православной традиции.

### Основание Аксайского скита

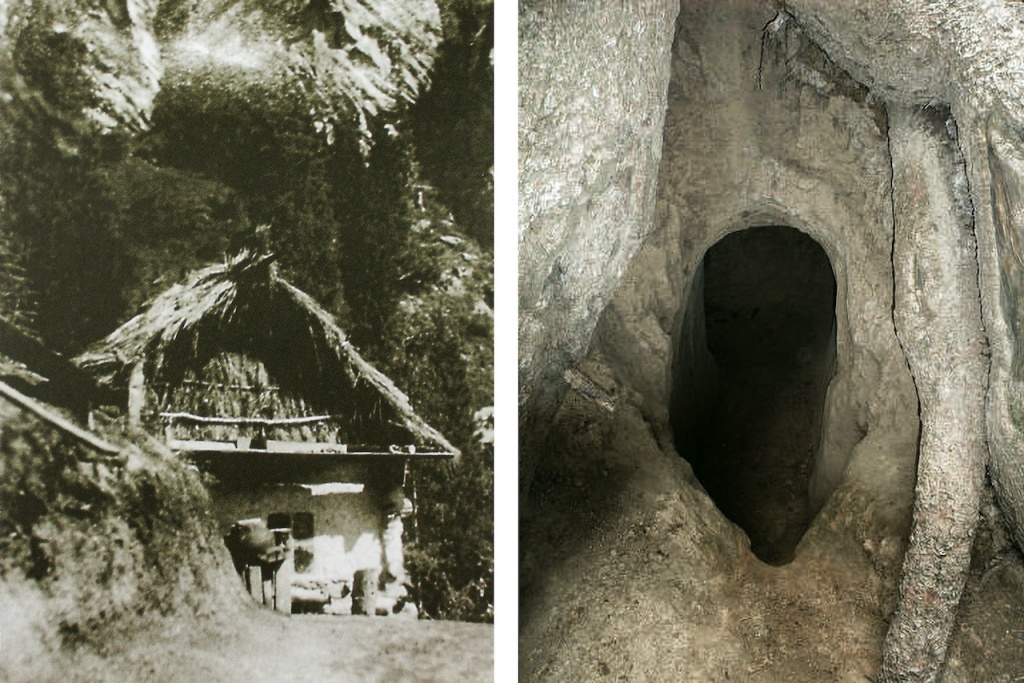
Аксайский скит - пещера и келья примерно 1918 год

В 1918 году в урочище Кызыл-Жар иеромонахами Серафимом (Богословским), Феогностом (Пивоваровым), Анатолием (Смирновым), отцом Пахомием (Русиным) и скимонахом отцом Ираклием (Матях) был основан монашеский скит в Аксайском ущелье, что сейчас называется Аксайский скит или Аксайская пустынь. Изначально монахи вырыли пещеры для молитвы и для хранения продуктов. Службы совершали в деревянной келье отца Анатолия. Есть версия, что скит был основано в 1913 году, однако версия его основания в 1918 имеет больше исторических подтверждений.
После октябрьской революции 1917 года по стране покатилась волна гонений на веру. Повсеместно рушили храмы и мечети, оскверняли святыни. Начались кровавые репрессии против мусульманского и православного духовенства. Монахи же продолжали жить в Аксайском ските и проводить службы. Часто к ним присоединялись верующие, приходящие из города. Это не устраивало новую власть, и в августе в скит всё-таки добрались красноармейцы. В августе 1921 года все пятеро иеромонахов Аксайского скита пришли в город в Никольский храм на праздник великомученика и целителя Пантелеимона. Двое из них, отец Ираклий и отец Пахомий, остались после праздника по делам в Алма-Ате, а остальные возвратились в горы .
В этот день в скит прибыли трое красноармейцев на лошадях с ружьями. Отец Серафим угостил их чаем и уложил спать. Под утро красноармейцы убили Феогноста и Серафима. Серафима выстрелом в спину. Феогноста убили спящего выстрелом в сердце. На следующий день похоронили монахов в открытой могиле без гробов, завернув тела в мантию. Анатолию Смирнову удалось бежать.
После всего случившегося в скиту больше никто не жил. В 1922 году он был частично разобран. Монах Ираклий поселился в городе Талгар у церковного старосты И.Д. Дмитриева. В 1928 семью Дмитриева арестовали, Ираклий же ушёл на Иссык-Куль в с.Сазоновку (ныне Ананьево).
Иеромонах Пахомий после 1921 года тайно жил вместе со странников Викторов Матвеевым в скиту на горе Горельник в урочище Медеу. В конце 20-х гг. с усилением гонений Пахомий ушёл с Медеу и жил в городе у разных людей, где тайно крестил, венчал и отпевал на дому. В 1935 году был арестован и посажен в алматинскую тюрьму, где в 1936 году был расстрелян.
Иеромонах Анатолий после 1921 года некоторое время жил в Алма-Ате, служил во Всехсвятской церкви бывшего Иверско-Серафимовского монастыря, которая после закрытия обители некоторое время была действующей. Там же управлял хором, писал музыку. В середине 20-х годов он уехал в Сухуми, где жил в горах, вел переписку с верненскими монахинями. Вскоре ими была получена весть об аресте и расстреле отца Анатолия.
Виктор Матвеев до 30-хх годов жил на Горельнике, но жил тихо, в тайне от других. В 1935 году на очередной волне репрессий его арестовали, а 30 декабря тройкой при УНКВД по Южно-Казахстанской области приговорили к высшей мере наказания – расстрелу. 31 декабря 1937 года в полночь Виктора расстреляли вместе со священниками Иоанном Миронским и Владимиром Преображенским.

### Современность

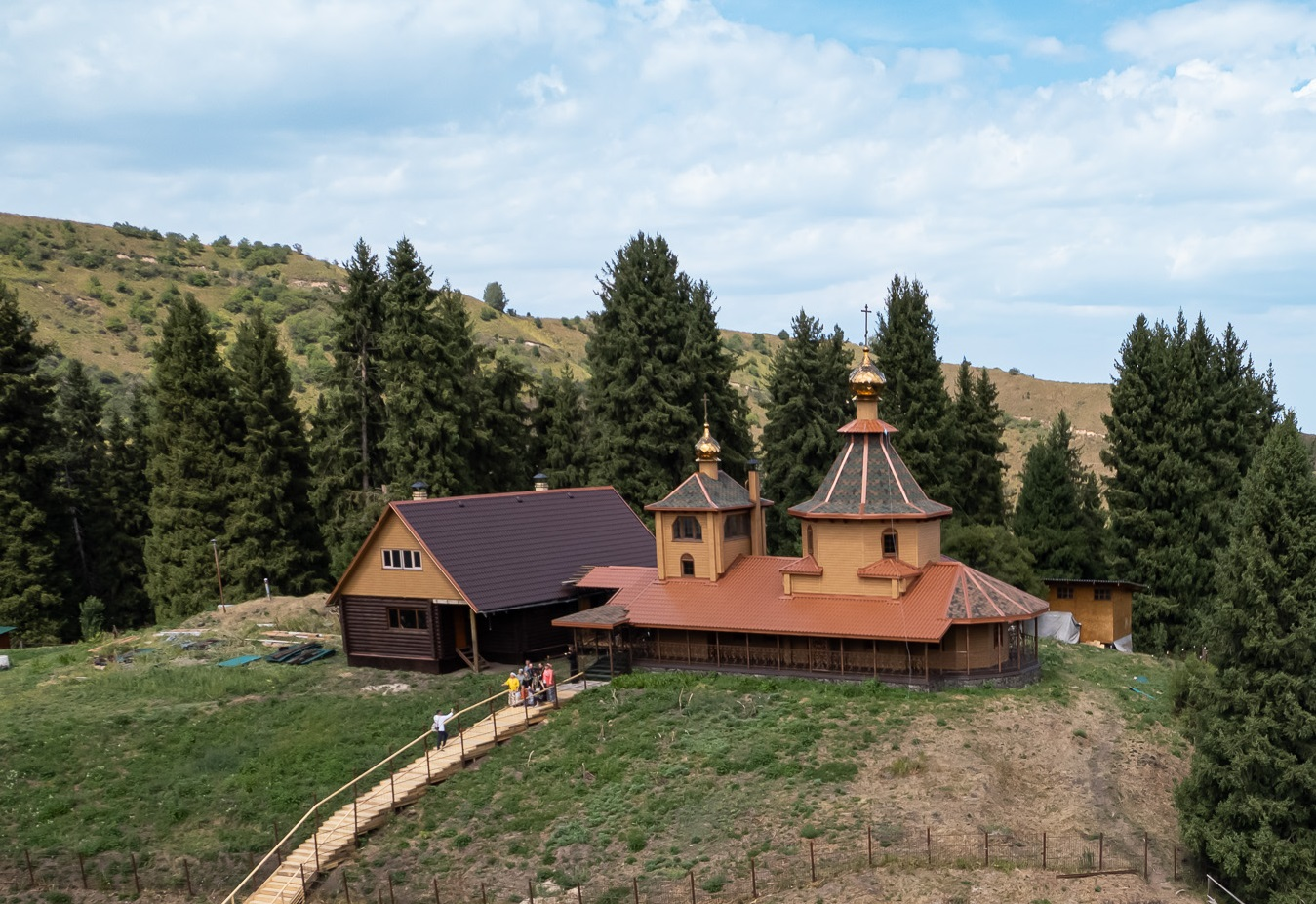
Аксайский скит 11 августа 2023 на освящении Митрополитом Астанайским и Казахстанским Александром

Место могилы преподобномучеников Серафима и Феогноста в Аксайском ущелье известно и доступно. Она всегда почиталась верующими. В 1991 году на ней был установлен поклонный крест с гранитным основанием, на которой высечена надпись: Иеромонахи Серафим и Феогност мученически погибли 29 июля / 11 августа 1921 г, и затем возведена часовенная сень.
В 1993 году Серафим и Феогност были прославлены в как местночтимые святые Алматинской епархии. А в августе 2000 года их причислили к лику святых Новомучеников и Исповедников Российских для общецерковного почитания.
В 1996 году на месте Кызыл-Жарского скита открылся мужской монастырь — Аксайская Серафимо-Феогностовская пустынь.
Мощи преподобномучеников Серафима и Феогноста были обретены по благословению архиепископа Астанайского и Алматинского Алексия (ныне митрополит Тульский и Ефремовский) 16 июля 2001 года.
В 2001-м была построена небольшая деревянная церковь, которую позже перенесли в другое место, так как случился горный обвал.
В 2023 году общественным благотворительным фондом "Апостол" здесь были проведены ремонтные работы. Реконструкция коснулась как самого скита, так и прилегающей к нему территории. В частности, была обустроена пешая тропа, что сделало подъем к скиту проще и безопаснее. Тропа имеет протяженность 1600 метров и состоит из 1580 ступеней. Ранее подъем к Аксайскому скиту рекомендовался для туристов и паломников с серьезной физической подготовкой. После ее реконструкции путь стал заметно легче, теперь он доступен престарелым людям и детям.
Торжественную ленту перерезали митрополит Астанайский и Казахстанский Александр, директор Аксайского филиала Государственного национального природного парка Нурланов Бахтияр и руководитель общественного фонда "Апостол" Георгий Сосновский. Работы по реконструкции длились три месяца и полностью были выполнены рабочими Общественного фонда "Апостол". Кроме этого, общественный фонд взял на себя финансирование проекта .
11 августа - день памяти иеромонахов Серафима и Феогноста. В этот день православными принято паломничество в Аксайское ущелье, куда приезжает много людей из Казахстана, России и других стран.
Общественный фонд "Апостол", что провёл реконструкцию пешей тропы, регулярно организует групповые паломничества в Серафимо-Феагностовский Аксайский Скит с посещением церкви, доступом к мощам и иконе «Явление Пресвятой Богородицы святым Серафиму и Феогносту» через проект Golden ring.
При входе в скит находится так называемый «Голгофский крест» — большая каменная плита с выбитым на ней распятием. Территория монастыря чиста, ухожена. На ней находятся могила монахов, пещера, где они молились, святой родник и большой дом, где проходят богослужения.

## Святыни

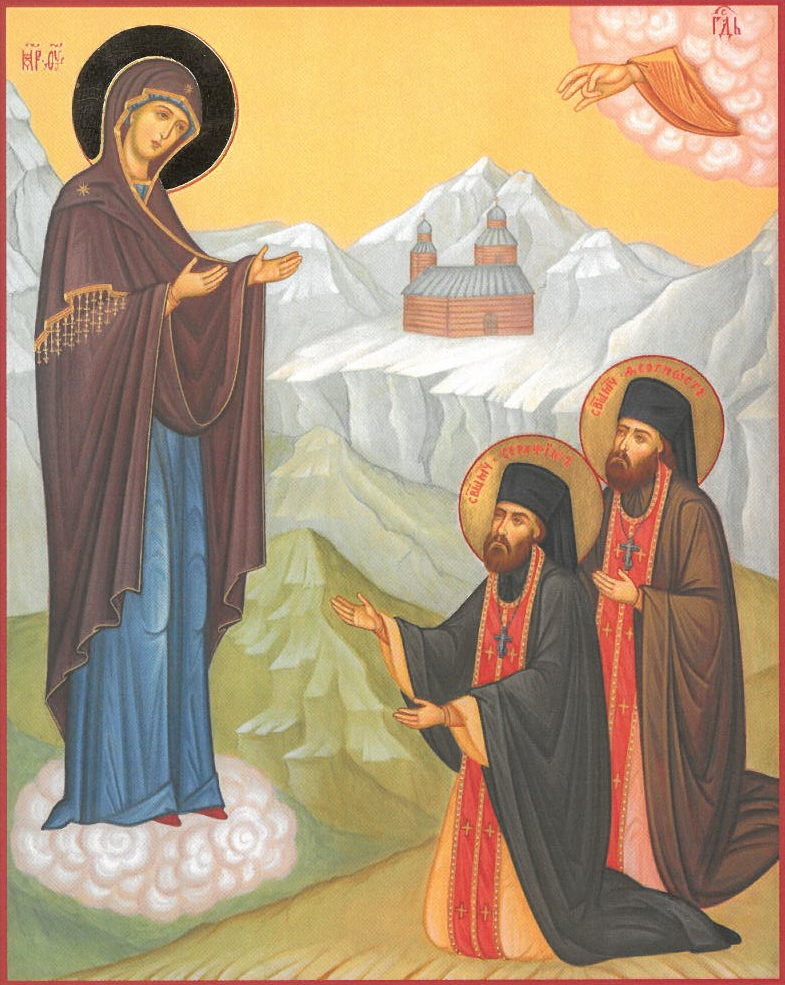
Икона Явление Пресвятой Богородицы святым Серафиму и Феогносту

- Мощи преподобномучеников Серафима (Богословского) и Феогноста (Пивоварова), иеромонахов (обретены 16 июля 2001 года)
- Могила преподобномучеников Серафима и Феогноста, на которой ежегодно 11 августа, в день памяти святых, при большом стечении народа совершается торжественное богослужение.
- Икона «Явление Пресвятой Богородицы святым Серафиму и Феогносту». Освящение новонаписанной иконы прошло 11 августа 2023 года в память 30-летия прославления иеромонахов Серафима (Богословского) и Феогноста (Пивоварова) в лике святых преподобномучеников. Икону освятил митрополит Астанайский и Казахстанский Александр.

## Охрана
За сохранность памятника отвечают служители храма. Рекомендуемое количество посетителей 15-20 человек. Посещать природный памятник рекомендуется с мая по сентябрь.

## Легенда
«Предание гласит, что отец Серафим вместе со странником Виктором и двумя послушницами, Александрой и Феоктистой, сели на лошадей и поехали в Аксайскую щель. При этом Серафим сказал, что место укажет Господь. Остановились они вечером у горы Кызыл-Жар, неподалёку от пасеки, наловили в реке рыбы. Поужинав, стали уже располагаться на ночь, как вдруг Виктор заметил яркое сияние на горе. Серафиму оно также было видно, но женщины, как ни смотрели, так ничего кроме темноты и не заметили. Приняв это за Божий знак, они осмотрели утром то место на горе, откуда исходило сияние и сказали: „Какое это дивное место, как здесь радостно! Какая здесь сятость, красота и благодать!“ На том „указанном Богом“ месте иеромонахи и построили новый скит.»